# Podul Margareta din Budapesta

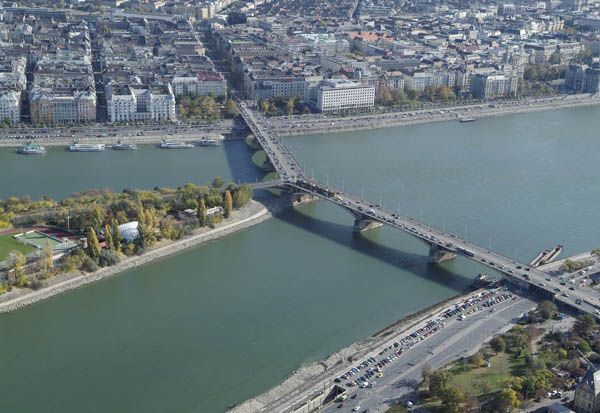
Podul Margareta și Insula Margareta

Podul Margareta (în maghiară Margit híd) este unul din cele nouă poduri peste Dunăre din Budapesta, legând Buda și Pesta. El este al doilea pod public nordic, precum și al doilea cel mai vechi pod din Budapesta.

## Istoric
Podul Margareta a fost proiectat de inginerul francez Ernest Goüin și construit de către compania de construcții, Maison Ernest Goüin et Cie. între anii 1872-1876. Lucrările de construcție au fost conduse de inginerul Émile Nouguier. Podul Margareta este al doilea pod permanent din Budapesta, după Podul cu Lanțuri (Széchenyi). Particularitatea construcției constă în soluția tehnică ingenioasă prin care cele două segmente ale podului se îmbină în dreptul Insulei Margareta, formând un unghi de 165°. Motivul pentru această geometrie neobișnuită este faptul că mica extensie pentru a se conecta la Insula Margareta a fost introdusă în grabă în proiectul original, dar a fost construită abia peste două decenii, din cauza lipsei de fonduri.
Cele două capete ale podului sunt:
- Jászai Mari tér (capătul nordic al bulevardului Nagykörút) și
- Parcul Germanus Gyula (stația HÉV Szentendre; Băile Lukács și Băile Király sunt în apropiere).

Podul Margareta are 637,5 m lungime (împreună cu secțiunile de legătură) și 25 m lățime. 

## Reconstrucție

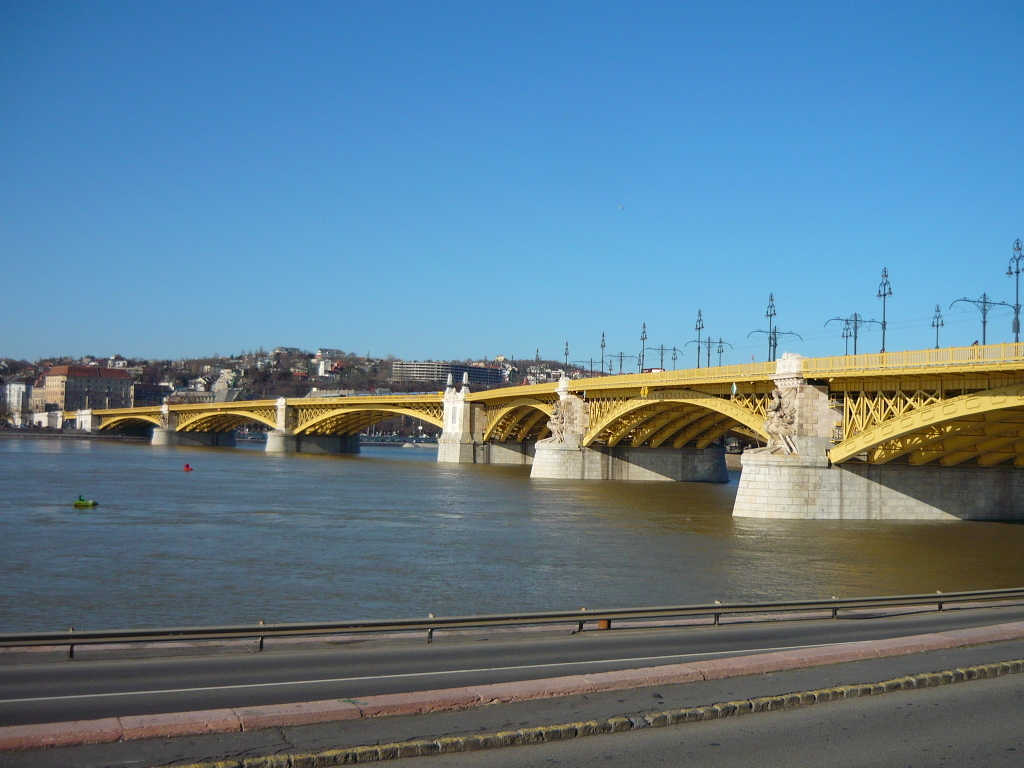
Podul Margareta (în maghiară Margit híd) este unul din cele nouă poduri peste Dunăre din Budapesta, legând Buda și Pesta.

### Al doilea război mondial
Toate podurile din Budapesta au fost aruncate în aer în cel de-al Doilea Război Mondial de către trupele de geniști ai Wehrmacht-ului în timpul retragerii lor din ianuarie 1945 în partea dinspre Buda a capitalei asediate. Cu toate acestea, Podul Margareta era deja avariat din 4 noiembrie 1944, atunci când o explozie accidentală a distrus secțiunea estică a podului. 600 de civili și 40 de soldați germani au murit atunci. În timpul reconstrucției, o mare parte din materialul original din oțel a fost scos din fluviu și încorporat în structura reconstruită.

### 2009–2010
Podul Margaret a fost cel mai tranzitat pod peste Dunăre din Budapesta la momentul începerii renovării sale din 21 august 2009. El a fost închis pentru traficul rutier timp de mai mult de un an, dar tramvaiele au continuat să circule pe pod folosind pista temporară.
Lucrările sunt finalizate acum; podul este folosit din nou de pietoni, automobile și tramvaie.

## Imagini

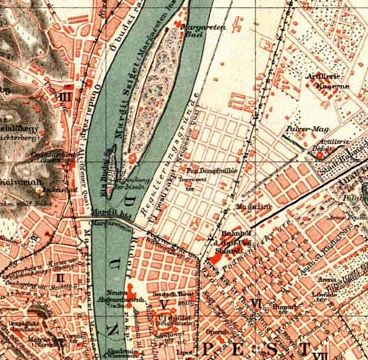
1888 – podul nu era legat cu Insula Margareta, era proiectată strada Ujlipótváros
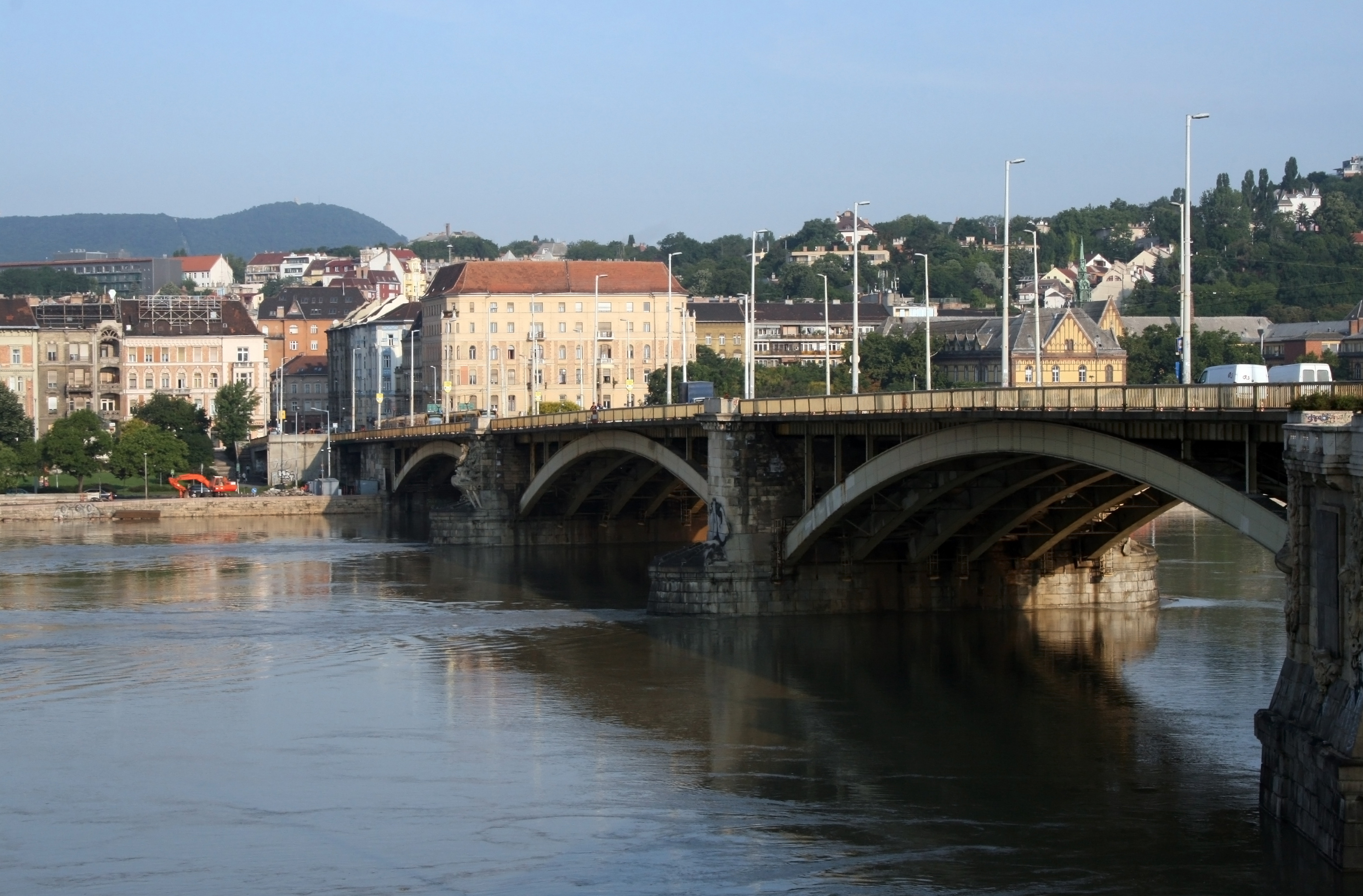
2009 – secțiunea vestică, partea sudică a Podului Margareta
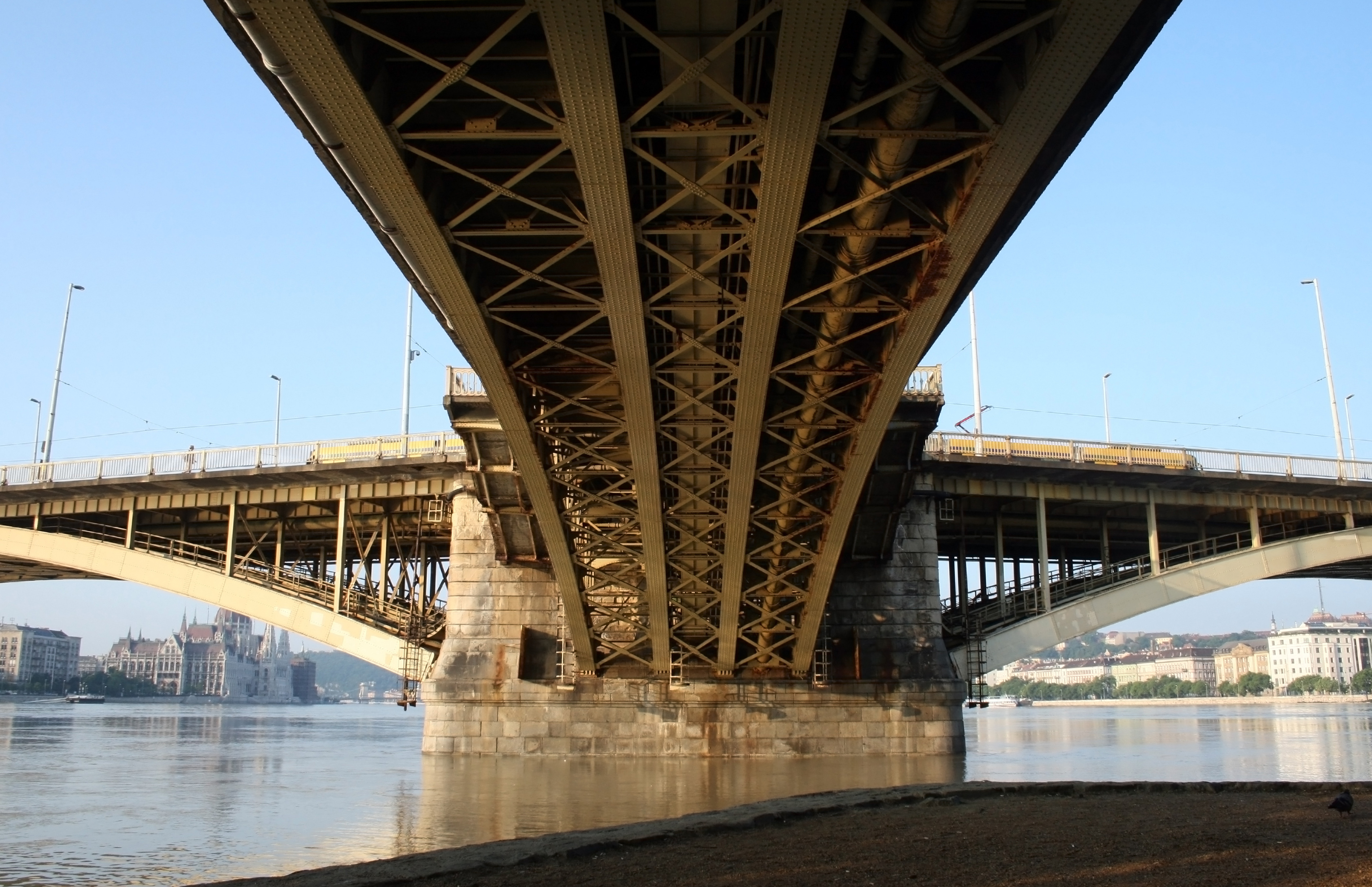
2009 – structura secțiunii de legătură cu Insula Margareta
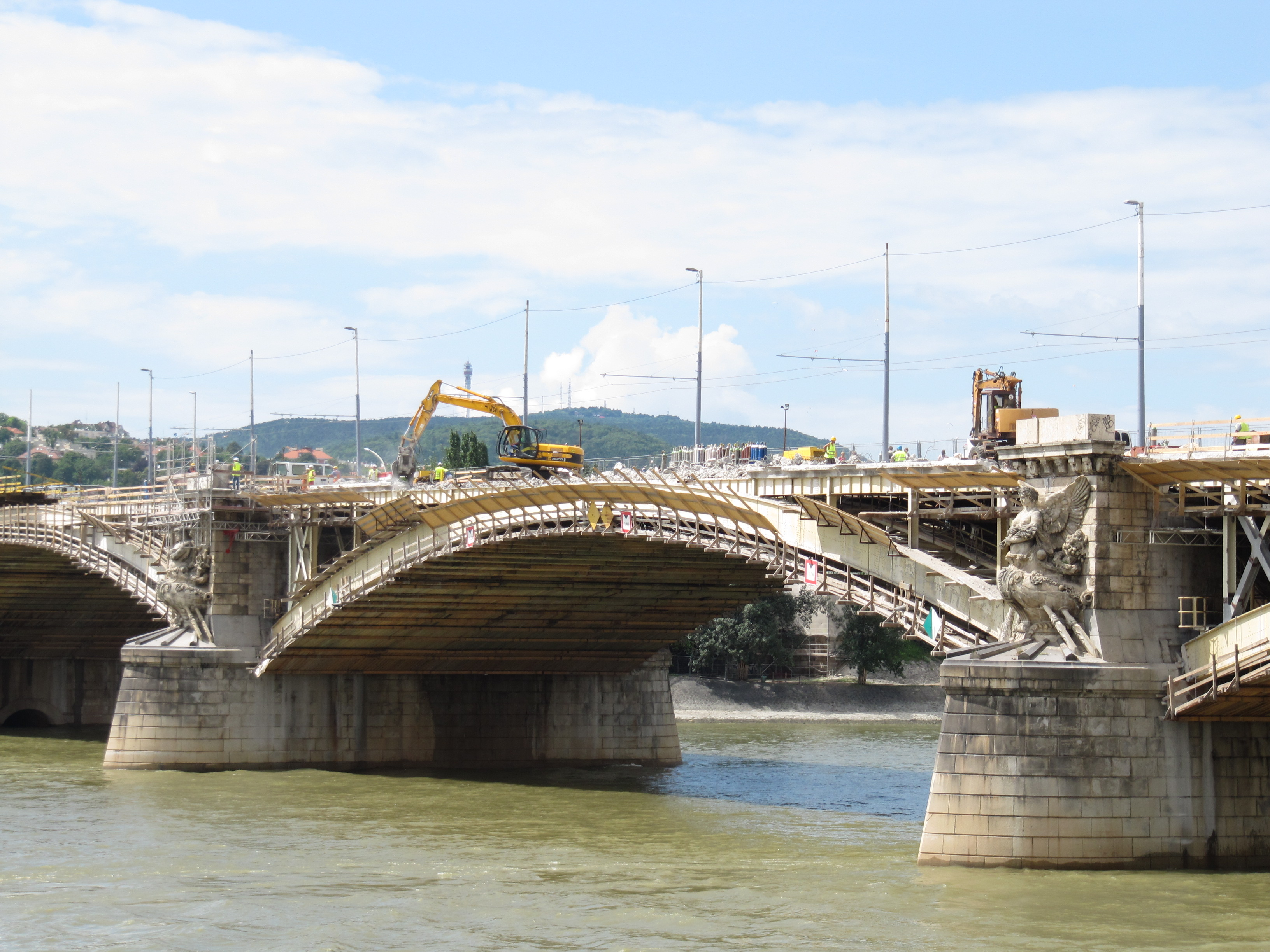
2010 - efortul de renovare
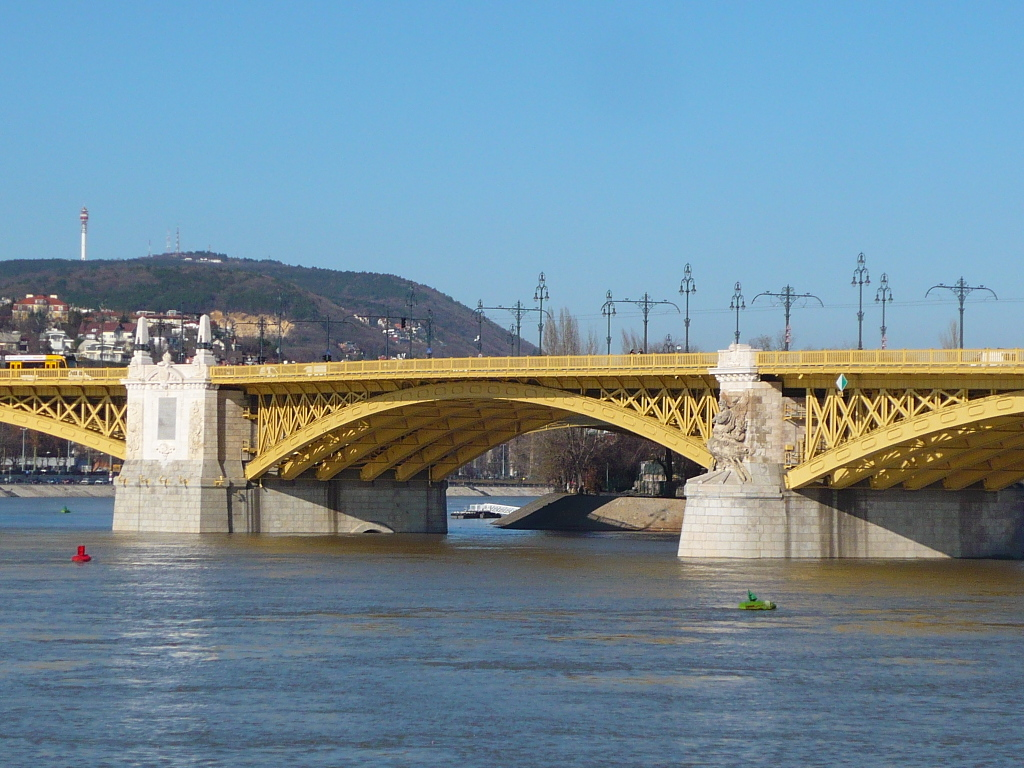
2012 - după renovare
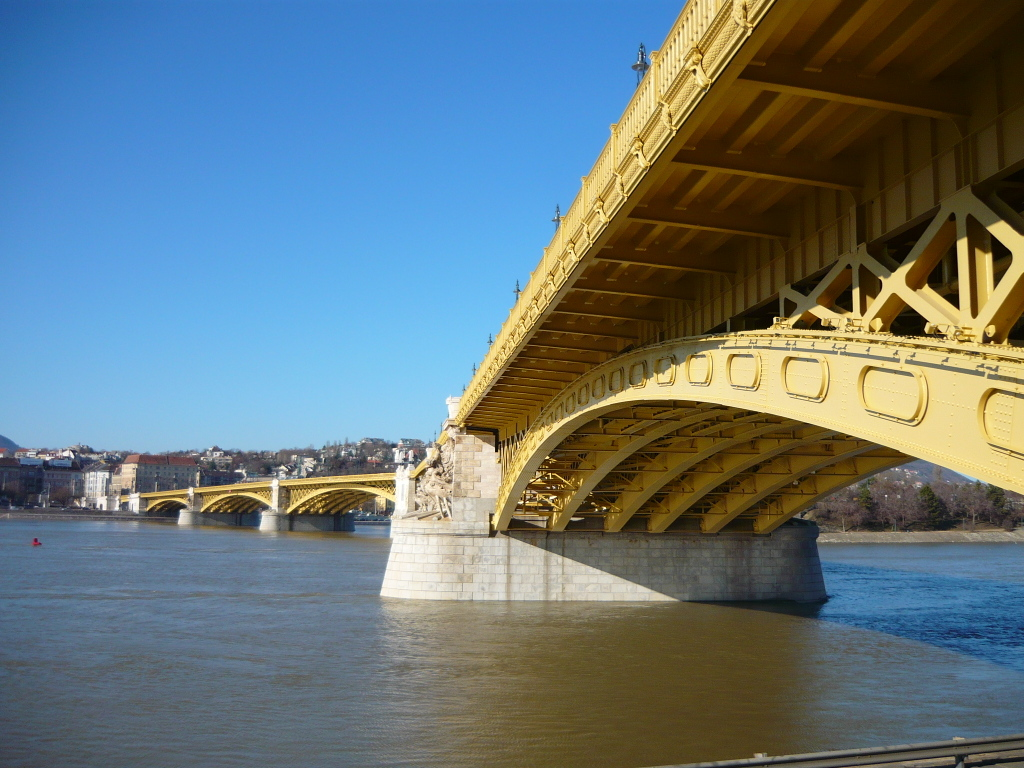
2012 - după renovare